# Pseudo-Erklärung
Der Ausdruck Pseudo-Erklärung (von gr. pseud(o) ψεύδειν/ψεύδεσθαι; ψεύδειν/ψεύδεσθαι) bezeichnet in der Wissenschaftstheorie Abfolgen von Sätzen, die augenscheinlich die Struktur und Funktion von wissenschaftlichen Erklärungen aufweisen, die Ansprüche an wissenschaftliche Erklärungen aber dennoch nicht erfüllen. Der Begriff der Pseudo-Erklärung dient dazu, im Rahmen einer Metatheorie oder Methodologie bestimmte Erklärungsversuche als unwissenschaftlich oder überhaupt ungültig zu kennzeichnen. Die Auswahl der Ansprüche an wissenschaftliche Erklärungen hängt dabei von der zugrunde gelegten Theorie wissenschaftlicher Erklärung ab. Scheinerklärungen sind nicht nur logisch fehlerhafte Erklärungsversuche, sondern auch solche, in denen die logische Struktur des Arguments unübersichtlich oder verdeckt ist oder die deduktive Schlussform unzulänglich angewandt wird.

## Logische Mängel
Ein Erklärungsversuch, der auf logisch mangelhafter Schlussfolgerung beruht, ist in jedem Fall eine Pseudoerklärung. In der Ableitung des zu erklärenden Phänomens (Explanandum) aus den erklärenden Tatsachen (Explanans) darf keine Inkonsistenz auftreten und keine Lücke bestehen. Das Explanans muss zudem eine vom Explanandum unabhängige Begründung besitzen, da sonst ein Zirkelschluss oder eine petitio principii vorliegen, bzw. die Begründung einen material ungültigen Schluss (vgl. Fehlschluss) darstellt. Daher ist es zumindest problematisch, wenn die  Erklärung einen ad hoc gebildeten Begriff verwendet.
Keine Erklärungen sind u. a.: Beschreibungen oder Narrationen (da Gesetzesaussagen fehlen); die bloße Anwendung von Begriffen, von Klassifikationsschemata oder Typologien. Ebenfalls unzureichend ist die Verwendung von Analogien. Selbst Orientierungshypothesen sind zu unspezifisch, als dass mit ihrer Hilfe eine Tatsache erklärt werden könnte.

## Wissenschaftliche Erklärung als normatives Konzept
Die Auswahl der Ansprüche an wissenschaftliche Erklärungen hängt, wie gesagt, von der zugrunde gelegten Theorie wissenschaftlicher Erklärung ab.
Das deduktiv-nomologische Modell ist ein klassisches Modell wissenschaftlicher Erklärung. Es sieht vor, dass eine beobachtbare Tatsache als Einzelfall eines wahren, allgemeinen Gesetzes und bestimmten Randbedingungen (beide zusammen bilden das Explanans) logisch abgeleitet wird (Hempel-Oppenheim-Schema).
Gemäß diesem Schema wäre die Erklärung eines Auftretens von  Blitz und Donner durch eine Entscheidung des Gottes Zeus klar eine Pseudo-Erklärung, da „Es ist der Wille des Zeus, dass es jetzt blitzt“ kein allgemeines Gesetz ist.
Allerdings werden auch alternative Modelle wissenschaftlicher Erklärung erwogen und es wird hinterfragt, ob z. B. willentliche Handlungen von Personen durch dieses Modell oder Modifikationen davon erklärbar sind, oder nicht in seinen Anwendungsbereich gehören.
Nach Popper soll eine nomologische Hypothese, damit sie bewährt als ein Kausalgesetz akzeptiert werden kann, möglichst viele unabhängige Prüfungen erfolgreich bestanden haben. Eine Aussage, die zu wenig empirische Fälle ausschließt (weil sie zu wenig empirischen Gehalt aufweist), nennt Karl Popper eine Ad-hoc-Aussage.
Der Begriff „Pseudo-Erklärung“ bei Hans Reichenbach richtet sich gegen die spekulative Philosophie, an deren Stelle eine wissenschaftliche treten soll.

### Unschärfe des Begriffs der Pseudo-Erklärung
Was wissenschaftlich eine befriedigende Erklärung darstellt und/oder was zulässige Beobachtungsdaten sind und nach welchen Kriterien darüber zu entscheiden sei, wird je nach metatheoretischer Position innerhalb der Wissenschaftstheorie, Methodologie oder Erkenntnistheorie sehr unterschiedlich bestimmt. Dies gilt insbesondere, wenn man wie in der Unterscheidung von nomothetischer und idiographischer Forschung zwischen systematisch erklärenden Wissenschaften einerseits und historisch beschreibenden andererseits grundsätzlich eine Trennungslinie zu ziehen gedenkt.
Eine Erklärung „scheinbar“ zu nennen, setzt voraus, dass man weiß, wie eine „richtige“ Erklärung auszusehen hat. Dies genau zu bestimmen, setzt aber eine bestimmte Metatheorie voraus, die festsetzt, was als „richtige Erklärung“ bezeichnet werden darf. Der Nachweis eines logischen Fehlers setzt außerdem eine befriedigende und auch als solche anerkannte logische Rekonstruktion eines Erklärungsversuches voraus. Wenn ein theoretischer Text durch ein Axiomensystem formalisiert wird, ist nicht immer leicht zu bestimmen, was davon eine nomologische Hypothese oder was davon eine Definition (also eine analytische Aussage) darstellt. Ein jeder Erklärungsversuch kann demnach in unterschiedlichster Weise formalisiert werden. Und wenn eine bestimmte Formalisierung inkonsistent ist, sagt dies noch nichts aus über die logische Wahrheit von anderen möglichen Versionen.
Es ist auch denkbar, dass theoretische Begriffe, die an und für sich nicht beobachtbar und/oder messbar sind, sowie Fiktionen (also genau genommen empirisch falsche Aussagen) in den empirischen Wissenschaften durchaus eine für die Erkenntnis fruchtbare Rolle spielen. Man spricht in diesem Zusammenhang von „Begriffsinstrumenten“, etwa bei der fiktiven Kraft in der Physik, bei Dispositionen oder beim Idealtyp nach Max Weber in der Soziologie.
Neuerdings wird die Erkenntnisabsicht von verschiedenen Autoren reduziert auf „Erklärungen im Prinzip“ oder durch einen „kausalen Mechanismus“. Es ist auch bei manchen Forschungsmethoden, wie etwa der Simulationsmethode, umstritten, ob bzw. unter welchen Bedingungen hierdurch eine „echte“ Erklärung erzielt werden kann.

### Funktionalistische Erklärungen
Ob funktionalistische Erklärungen wissenschaftlich im Strengen Sinn sein können, ist eine umstrittene Frage. Eine „funktionalistische Erklärung“ leitet gemäß Ernest Nagel die Existenz eines Systemelementes daraus ab, dass x für das Funktionieren des Systems S notwendig sei. Indessen stößt man beim logischen Rekonstruieren des zugrunde liegenden Erklärungsschemas bei Funktionalisten auf die Verwendung undefiniert gelassener zentraler Bezugsbegriffe, wie etwa „Überleben der Gesellschaft“ o. ä.
Derlei Argumentation läuft unter der Vorgabe des Hempel-Oppenheim-Schemas auf das Benutzen einer verdeckten Tautologie (covert tautology) hinaus. Wenn unter „strukturell-funktionale Methode“ verstanden wird, beliebige, zum untersuchten Objekt gehörende Beziehungen zu erklären, indem man den Platz dieses Objekts innerhalb der Wechselwirkungsbeziehungen des übergeordneten Systems bestimmt, so ist gefordert, diese Systembeziehungen (etwa in einem Modell) so zu spezifizieren, dass sie nachprüfbar werden.

## Beispiele für Scheinerklärungen

### Beispiel für einen Ad-hoc-Begriff
Molière bringt in einem seiner Lustspiele ein berühmt gewordenes Beispiel, womit er die Unwissenschaftlichkeit der damaligen Medizinerausbildung anprangert:
Prüfer: Warum schläfert Opium ein?
Prüfling: Weil es eine Einschläferungskraft besitzt, deren Natur es ist, einzuschläfern.
Da die „Einschläferungskraft“, die Opium angeblich besitzt, sich nur daran zeigt, dass die Einnahme von Opium einschläfert, also auf keine Tatsache verweist, die unabhängig vom Explanandum feststellbar wäre, beruht die angebliche Erklärung auf einer petitio principii.

### Beispiel: Instinkt
Früher wurde in der Psychologie jegliche Art von menschlichen Aktivitäten dadurch zu erklären gesucht, dass diese einer inneren Ursache folgen, welche eben zu diesen Handlungen antreibe. Instinkt-Theorien ziehen dafür angeborene Mechanismen heran: Der Jäger jagt, weil er einem Jagdinstinkt folgt. Trieb-Theorien behaupten Energien, die der Spezies Mensch eigen seien und zu entsprechenden Handlungen führten: Der Sammler sammelt, weil er einem Sammeltrieb folgt. Derlei „Erklärungen“ beschreiben das zu erklärende Verhalten lediglich mit anderen Worten; darüber hinaus leisten sie nichts.

### Latente Bedürfnisse
In der Wirtschaftswissenschaft wird die These von der Konsumentensouveränität häufig mit dem Argument verteidigt, dass ein von Unternehmen neu geschaffenes Angebot bislang „latente“ Bedürfnisse der Verbraucher befriedige. Die Erklärung ist in dieser Form empirisch nicht nachprüfbar. Denn bevor die Verbraucher nicht das betreffende Produkt gekauft haben, lassen sich diese verborgenen Bedürfnisse nicht feststellen. Die von der betreffenden Theorie behaupteten ursächlichen Bedingungen müssen logisch und empirisch-operational unabhängig von der zu erklärenden Handlung ermittelt werden können. Wird die zu erklärende Handlung als Indikator für ihre eigene Ursache genommen, dreht sich die Argumentation im Kreise.

### Beispiel: Funktionalistische Schichtungstheorie
In der Soziologie erklärt die funktionalistische Schichtungstheorie die Tatsache, dass die Mitglieder der Oberschicht ein höheres Einkommen beziehen damit, dass diese eine entsprechend wichtigere Funktion für die Gesellschaft erfüllen. Wie wichtig eine Funktion für die Gesellschaft ist, wird indes dadurch ermittelt, wie hoch das Einkommen ist, das dieselben „Leistungsträger“ beziehen. Damit liegt ein Zirkelschluss vor.

### Beispiel: Erwartungen in der Konjunkturtheorie
Nach Joseph A. Schumpeter führt die explizite oder implizite Verwendung von Erwartungen oder „Antizipationen“ der Wirtschaftssubjekte als exogene Variable in einem Konjunkturmodell zu einer Pseudo-Erklärung. Denn derlei psychische Faktoren seien Teil des Wirkungsmechanismus des Wirtschaftsprozesses, welcher insgesamt im Konjunkturmodell abgebildet werden sollte, und damit endogene Variable. Es sei deswegen methodologisch nicht zulässig, diese psychischen Tatbestände als Ursachen zur Erklärung des Modellgeschehens heranzuziehen.
Nach Oskar Morgenstern kommt der mehr oder minder vollkommenen Voraussicht der Wirtschaftssubjekte in der Konjunkturtheorie eine erhebliche, „bis jetzt noch keineswegs geklärte Rolle“ zu.

## Einzelbelege
1. ↑  Karl R. Popper: Die Zielsetzung der Erfahrungswissenschaft. In: Hans Albert (Hrsg.): Theorie und Realität. Ausgewählte Aufsätze zur Wissenschaftslehre der Sozialwissenschaften. J. C. B. Mohr (Paul Siebeck), Tübingen 1964, S. 73.
2. ↑  Karl R. Popper: Die Zielsetzung der Erfahrungswissenschaft. In: Hans Albert (Hrsg.): Theorie und Realität. Ausgewählte Aufsätze zur Wissenschaftslehre der Sozialwissenschaften. J. C. B. Mohr (Paul Siebeck) Tübingen 1964, S. 73f.
3. ↑  Paul Feyerabend: Das Problem der Existenz theoretischer Entitäten. In: Ernst Topitsch (Hrsg.): Probleme der Wissenschaftstheorie. Festschrift für Viktor Kraft. Wien 1960.
4. ↑  Hartmut Esser: Soziologie: Allgemeine Grundlagen. Campus Verlag, 1999, ISBN 3-593-34960-4, S. 56f.
5. ↑  Relevant ist dabei vor allem das Auftreten des Eigennamens 'Zeus'. Auch die allgemeine Aussage „Dann und nur dann, wenn Zeus es will, blitzt es“ ist kein allgemeines nomologisches Gesetz, da es eine Individuenkonstante enthält.
6. ↑  Karl R. Popper: Die Zielsetzung der Erfahrungswissenschaft. In: Hans Albert (Hrsg.): Theorie und Realität. Ausgewählte Aufsätze zur Wissenschaftslehre der Sozialwissenschaften. J. C. B. Mohr (Paul Siebeck) Tübingen 1964, S. 74.
7. ↑  Hans Reichenbach: Der Aufstieg der wissenschaftlichen Philosophie. Friedrich Vieweg & Sohn Verlag, Braunschweig 2. Aufl. 1968, S. 6.
8. ↑  Rainer Greshoff, Uwe Schimank: Integrative Sozialtheorie?: Esser – Luhmann – Weber. VS Verlag, 2006, ISBN 3-531-14354-9.
9. ↑  V. S. Švyrjev: Zum Verhältnis von theoretischer und empirischer Wissensebene. In: Studien zur Logik der wissenschaftlichen Erkenntnis. Akademie Verlag, Berlin 1967. (Moskau 1964), S. 102f.
10. ↑  Paul Feyerabend: Das Problem der Existenz theoretischer Entitäten. In: Ernst Topitsch (Hrsg.): Probleme der Wissenschaftstheorie. Festschrift für Viktor Kraft. Wien 1960.
11. ↑  Raymond Boudon: Individual Action and Social Change. A No-theory of Social Change. British Journal of Sociology, 34, 1983, S. 1–18; Hartmut Esser: Verfällt die soziologische Methode? Soziale Welt, 40, 1989, S. 57–75; Jon Elster: Nuts and Bolts for the Social Sciences. Cambridge University Press. Cambridge, New York, Port Chester, Melbourne, Sydney repr. 1990, ISBN 0-521-37606-8, S. 3ff.; Edgar Kiser, Michael Hechter: The Role of General Theory in Comparative historical sociology. American Journal of Sociology, 97(1), 1991, S. 4f.
12. ↑  Gisela Loeck: Ist Simulation Erklärung? Zeitschrift für allgemeine Wissenschaftstheorie, 17, 1, 1986, S. 14–39.
13. ↑  Ernest Nagel: The Structure of Science. London 1961. Kap. 14/II; Renate Mayntz: Kritische Bemerkungen zur funktionalistischen Schichtungstheorie. Kölner Zeitschrift für Soziologie und Sozialpsychologie, Sonderheft 5, Köln 1961.
14. ↑  Carl G. Hempel: The Logic of Functional Analysis. In: Llewellyn Gross: Symposium on Sociological Theory. Row, Peterson : Evanston 1959, S. 295.
15. ↑  V. A. Smirnov: Wissensebenen und Etappen des Erkenntnisprozesses. In: Studien zur Logik der wissenschaftlichen Erkenntnis. Akademie Verlag Berlin 1967. (Moskau 1964), S. 67f.
16. ↑  Der eingebildete Kranke.
17. ↑  Joseph A. Schumpeter: Konjunkturzyklen. Eine theoretische, historische und statistische Analyse des kapitalistischen Prozesses. Band I, Göttingen 1961, S. 149 f.; Thomas Kuhn: Scientific Revolutions. Chapter 7 In: Richard Boyd: The Philosophy of Science. MIT Press, 1997, ISBN 0-262-52156-3, S. 154.
18. ↑  Quare opium facit dormire?
19. ↑  Quia est in eo virtus dormitiva cuius est natura assopire.
20. ↑  Martin Irle: Lehrbuch der Sozialpsychologie. Verlag für Psychologie Dr. C. J. Hogrefe : Göttingen Toronto Zürich 1975, ISBN 3-8017-0096-8, S. 143.
21. ↑  „Da der Begriff der Latenz sich hier in vollem Umfang mit dem der Realmöglichkeit (Potenz) deckt, enthält die Annahme der Weckung latenter Bedürfnisse nur die in diesem Zusammenhang nicht sehr interessante Aussage, daß das Aktualisierte der Möglichkeit nach vorhanden gewesen sein muß, eine Aussage, die für jedes Geschehen gilt.“ (Hans Albert: Ökonomische Ideologie und politische Theorie. Verlag Otto Schwartz & Co : Göttingen 2. Aufl. 1972, ISBN 3-509-00564-3, S. 65)
22. ↑  Rainer Schnell, Paul B. Hill, Elke Esser: Methoden der empirischen Sozialforschung. München/Wien 1998, ISBN 3-486-58708-0, S. 92.
23. ↑  Erhard Roy Wiehn: Theorien der sozialen Schichtung. Eine kritische Diskussion (= Studien zur Soziologie. Band 9). Piper, München 1968, ISSN 0585-6205, S. 92 (1982: ISBN 3-492-01652-9).
24. ↑  Joseph A. Schumpeter: Konjunkturzyklen. Eine theoretische, historische und statistische Analyse des kapitalistischen Prozesses. Band I, Göttingen 1961, S. 149 f. (engl. Business Cycles. A Theoretical, Historical, and Statistical Analysis of the Capitalist Process. New York 1939); zur diesbezüglichen Kritik Schumpeters an Keynes  siehe Allen Oakley: Schumpeter's Theory of Capitalist Motion. A Critical Exposition and Reassessment. Edwar Elgar, 1990, ISBN 1-85278-055-X, S. 88.
25. ↑  Oskar Morgenstern: Vollkommene Voraussicht und wirtschaftliches Gleichgewicht. In: Hans Albert (Hrsg.): Theorie und Realität. Ausgewählte Aufsätze zur Wissenschaftslehre der Sozialwissenschaften. J. C. B. Mohr (Paul Siebeck), Tübingen 1964, S. 254 (Aus: Zeitschrift für Nationalökonomie, VI(3)